# Riu Shing Mun

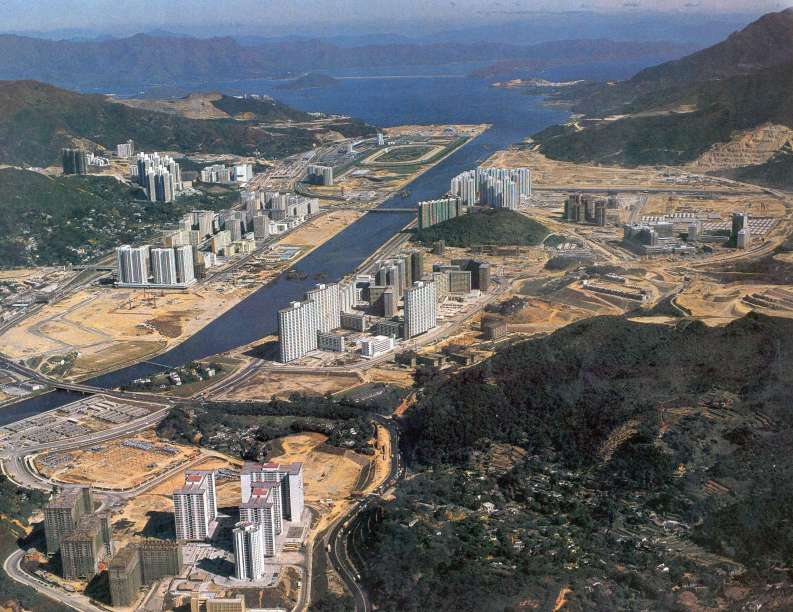
La fotografia mostra l'àrea que envolta el riu Shing Mun en l'estat inicial de desenvolupament. Actualment l'àrea està molt desenvolupada i s'hi concentra una alta densitat d'edificis.

El Shing Mun (xinès: 城門河) és un riu de l'àrea de Sha Tin, a Hong Kong, Xina.

## Història
El riu Shing Mun original naixia a Needle Hill, i desembocava a l'antiga Sha Tin Hoi, una badia poc profunda. Quan la badia de Sha Tin Hoi va ser reclamada i va esdevenir una nova ciutat, el riu Shing Mun es va estendre per un canal artificial de 7 km de longitud i 200 m d'amplada, construït al mig de l'àrea, per desembocar al port de Tolo. Altres rius que desembocaven a Sha Tin Hoi ara són afluents del riu Shing Mun, o d'una de les seves nullahs.
El canal del riu Shing Mun s'estén des de l'àrea de Tai Wai, a través del centre de la ciutat de Sha Tin, fins al port de Tolo. Té tres afluents principals, anomenats Tai Wai Nullah, Fo Tan Nullah i Siu Lek Yuen Nullah. Al llarg del riu Shing Mun hi ha edificis residencials, comercials i industrials de gran alçada, amb nombrosos desenvolupaments demogràfics al voltant. Es van construir diversos ponts per connectar les dues ribes del Shing Mun.

## Problemes de contaminació
El riu Shing Mun va estar fortament contaminat per vessaments indiscriminats de residus ramaders, industrials, comercials i domèstics. La contaminació orgànica total d'aquests vessaments era igual a una població equivalent de 160.000 habitants als anys 80. En aquella època, era molt difícil trobar cap ésser viu al riu.
La qualitat de l'aigua del riu Shing Mun ha millorat de dolenta a bona en els termes de l'Índex de qualitat de l'aigua des de 1993. També han reaparegut formes de vida al riu, com ara peixos i invertebrats.
Es va construir un banc artificial al riu, al llarg d'una secció de 250 metres prop de Man Lai Court, on hi havia unes acumulacions relativament greus de sediments i problemes d'olors.

## Ús actual
Tot i que el riu Shing Mun es va dissenyar principalment per al drenatge de l'aigua de pluja de Sha Tin (amb una conca de 37 km²), també és un lloc d'esbarjo popular per practicar el rem (esport) o la pesca, o també per caminar o anar amb bicicleta per la riba.
S'hi practiquen esports aquàtics com el rem, la canoa, el kayak o les curses de barques drac. Hi ha dos llocs per amarrar les barques, un a Yuen Wo Rd i l'altre a Shek Mun. El riu Shing mun té un estàndard de 2.000 metres de llarg per a les regates.